# Gury
Pour les articles homonymes, voir Gury.
Gury est une commune française située dans le département de l'Oise en région Hauts-de-France.

## Géographie

### Localisation
Gury est un village périurbain picard du Noyonnais situé à 4 km au sud-ouest de Lassigny à vol d'oiseau, 15 km à l'ouest de Noyon, 17 km au nord de Compiègne, 35 km au nord-est de Clermont, 18 km au sud-est de Montdidier et 14 km au sud de Roye
Il se trouve au croisement des routes départementales RD 27 et RD 78 et est aisément accessible depuis l'autoroute A1
Louis Graves décrivait la commune en 1850 de la manière suivante : « Le territoire de Gury est formé d'un vallon incliné vers le midi, borné à l'est et à l'ouest par des coteaux boisés ; le village est bâti dans le vallon. L'église, isolée des maisons, est située sur le coteau occidental, près des bois de Boye-sur- Metz »

### Communes limitrophes
Les communes limitrophes sont  Canny-sur-Matz, Mareuil-la-Motte, Plessis-de-Roye, Ricquebourg et Roye-sur-Matz.

### Hydrographie

#### Réseau hydrographique
La commune est située dans le bassin Seine-Normandie. Elle est drainée par le Mareuil et le ruisseau des Royots,,.

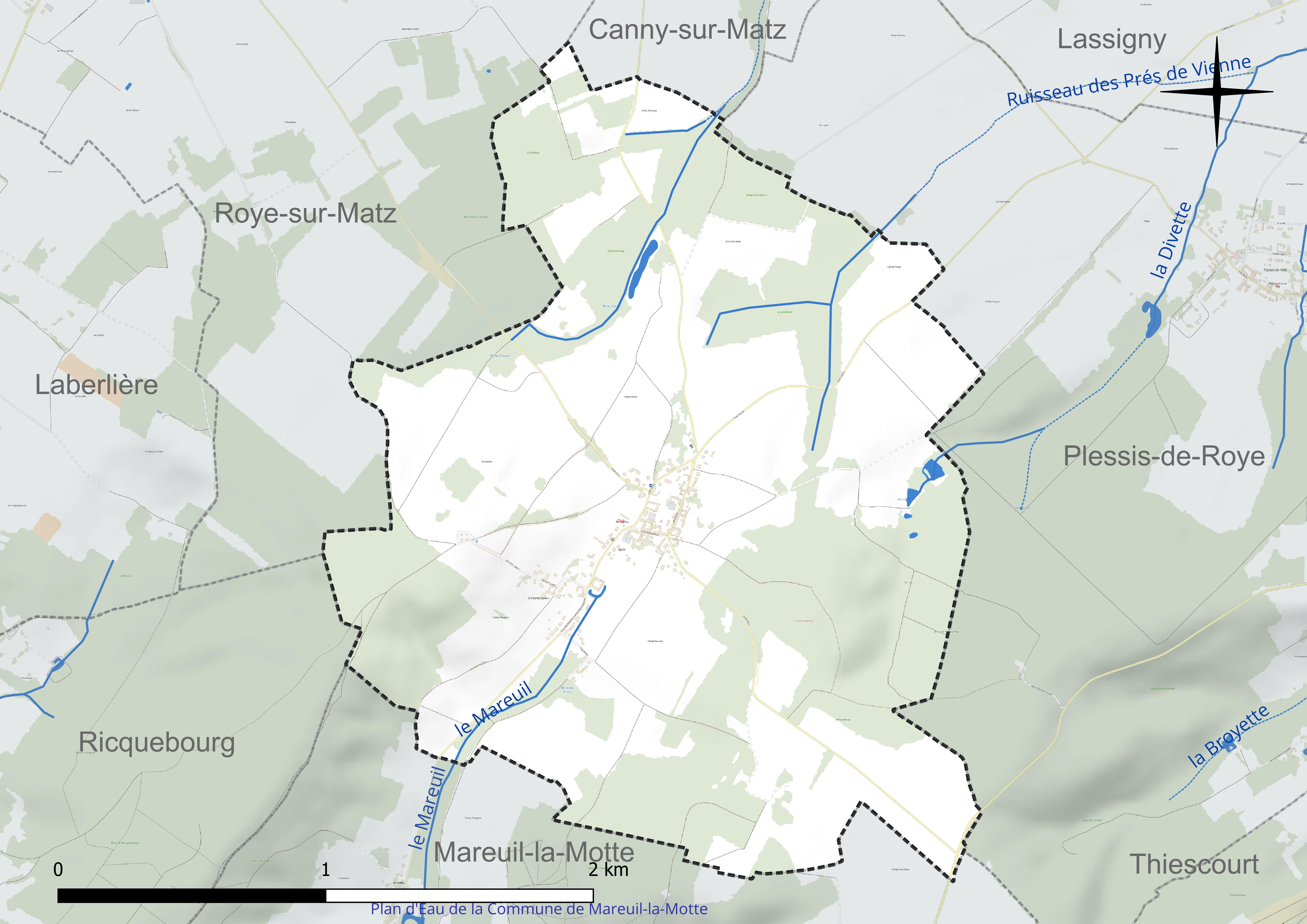
Réseau hydrographique de Gury.

#### Gestion et qualité des eaux
Le territoire communal est couvert par le schéma d'aménagement et de gestion des eaux (SAGE) « Sensée ». Ce document de planification concerne un territoire de 1 013 km2 de superficie, délimité par le bassin versant de l'Oise moyenne. Le périmètre a été arrêté le 24 avril 2017 et le SAGE est, en 2024, encore en élaboration. La structure porteuse de l'élaboration et de la mise en œuvre est le syndicat mixte du SAGE Oise-Moyenne (SMOM).
La qualité des cours d'eau peut être consultée sur un site dédié géré par les agences de l'eau et l'Agence française pour la biodiversité.

### Climat
Pour des articles plus généraux, voir Climat des Hauts-de-France et Climat de l'Oise.
En 2010, le climat de la commune est de type climat océanique dégradé des plaines du Centre et du Nord, selon une étude du CNRS s'appuyant sur une série de données couvrant la période 1971-2000. En 2020, Météo-France publie une typologie des climats de la France métropolitaine dans laquelle la commune est exposée à un climat océanique et est dans la région climatique Nord-est du bassin Parisien, caractérisée par un ensoleillement médiocre, une pluviométrie moyenne régulièrement répartie au cours de l'année et un hiver froid (3 °C).
Pour la période 1971-2000, la température annuelle moyenne est de 10,5 °C, avec une amplitude thermique annuelle de 14,9 °C. Le cumul annuel moyen de précipitations est de 726 mm, avec 10,9 jours de précipitations en janvier et 8,6 jours en juillet. Pour la période 1991-2020, la température moyenne annuelle observée sur la station météorologique la plus proche, située sur la commune de Margny-lès-Compiègne à 16 km à vol d'oiseau, est de 11,2 °C et le cumul annuel moyen de précipitations est de 633,5 mm,. Pour l'avenir, les paramètres climatiques de la commune estimés pour 2050 selon différents scénarios d'émission de gaz à effet de serre sont consultables sur un site dédié publié par Météo-France en novembre 2022.

## Urbanisme

### Typologie
Au 1er janvier 2024, Gury est catégorisée commune rurale à habitat dispersé, selon la nouvelle grille communale de densité à sept niveaux définie par l'Insee en 2022.
Elle est située hors unité urbaine. Par ailleurs la commune fait partie de l'aire d'attraction de Compiègne, dont elle est une commune de la couronne,. Cette aire, qui regroupe 101 communes, est catégorisée dans les aires de 50 000 à moins de 200 000 habitants,.

### Occupation des sols

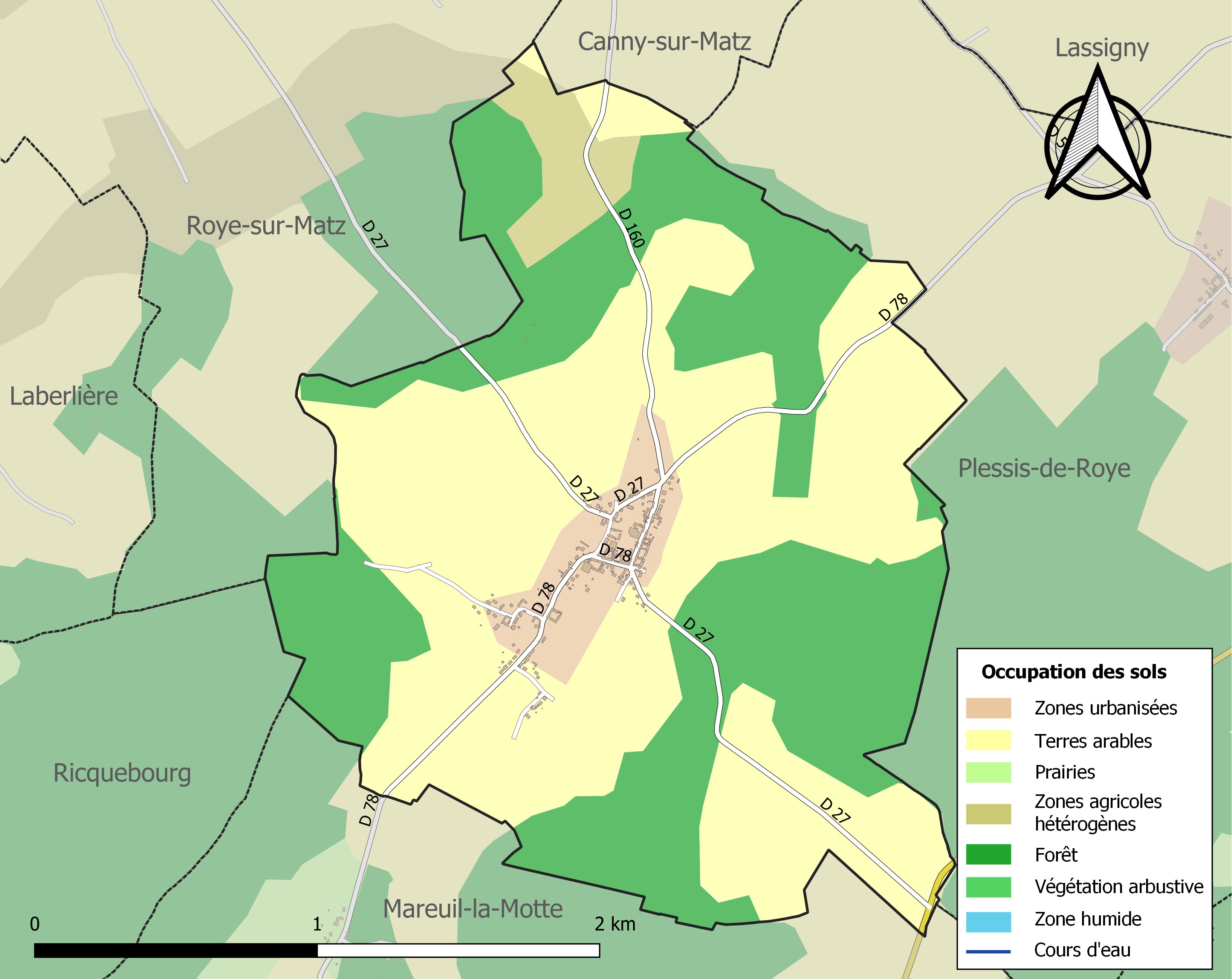
Carte des infrastructures et de l'occupation des sols de la commune en 2018 (CLC).

L'occupation des sols de la commune, telle qu'elle ressort de la base de données européenne d'occupation biophysique des sols Corine Land Cover (CLC), est marquée par l'importance des territoires agricoles (55,5 % en 2018), en diminution par rapport à 1990 (56,9 %). La répartition détaillée en 2018 est la suivante : 
terres arables (52 %), forêts (39 %), zones urbanisées (5,5 %), zones agricoles hétérogènes (3,5 %). L'évolution de l'occupation des sols de la commune et de ses infrastructures peut être observée sur les différentes représentations cartographiques du territoire : la carte de Cassini (XVIIIe siècle), la carte d'état-major (1820-1866) et les cartes ou photos aériennes de l'IGN pour la période actuelle (1950 à aujourd'hui).

### Habitat et logement
En 2018, le nombre total de logements dans la commune était de 102, alors qu'il était de 94 en 2013 et de 84 en 2008.
Parmi ces logements, 92,7 % étaient des résidences principales, 3,6 % des résidences secondaires et 3,6 % des logements vacants. Ces logements étaient pour 100 % d'entre eux des maisons individuelles et pour 0 % des appartements.
Le tableau ci-dessous présente la typologie des logements à Gury en 2018 en comparaison avec celle de l'Oise et de la France entière. Une caractéristique marquante du parc de logements est ainsi une proportion de résidences secondaires et logements occasionnels (3,6 %) supérieure à celle du département (2,5 %) mais inférieure  à celle de la France entière (9,7 %). Concernant le statut d'occupation de ces logements, 93,5 % des habitants de la commune sont propriétaires de leur logement (87 % en 2013), contre 61,4 % pour l'Oise et 57,5 % pour la France entière.
| Typologie                                               | Gury | Oise | France entière |
| ------------------------------------------------------- | ---- | ---- | -------------- |
| Résidences principales (en %)                           | 92,7 | 90,4 | 82,1           |
| Résidences secondaires et logements occasionnels (en %) | 3,6  | 2,5  | 9,7            |
| Logements vacants (en %)                                | 3,6  | 7,1  | 8,2            |

### Voies de communication et transports
La commune est desservie, en 2023, par les lignes 664, 675, 6303 et 6307 du réseau interurbain de l'Oise.

## Toponymie
Le nom de la localité est attesté sous les formes : Gury, Guiry, Guri-les-Cerises (Guriacum).

## Histoire

### Antiquité
Une nécropole comprenant des monuments antiques a été mise au jour lors de fouilles effectuées en 1869,.

### Moyen Âge
L'église Saint-Denis est mentionnée dans une charte de l'abbaye Saint-Corneille de Compiègne en 936.
Les moines de l'Abbaye Notre-Dame d'Eaucourt à Warlencourt-Eaucourt fondent au XIIe siècle dans le village, au lieu-dit Montagne-l'Abbaie, dans lequel ils ont des propriétés, le prieuré de Notre-Dame du Valfleury,.
Détruit au cours des guerres du Moyen Âge, le village est alors reconstruit plus bas dans le vallon. Seul l'actuel cimetière subsiste à l'emplacement ancien du village.

### Temps modernes
Selon Louis Graves, « L'église et les bâtiments claustraux furent brûlés en 1654, par le régiment de la Feuillade, pendant la guerre de la Fronde ; à la suite de cet événement, et quoique la chapelle eût été reconstruite vers 1675, le prieuré fut uni à la mense abbatiale de Saint-Remi ».

### Époque contemporaine
En 1850, la commune était propriétaire d'une école, d'un terrain de jeu de tamis ainsi que de marais. On y comptait un moulin à vent et des carrières.
Première Guerre mondiale
Au cours de la Première Guerre mondiale, la mairie-école est partiellement détruite,,.
L'armée française utilise dès le début des hostilités l'église paroissiale comme poste d'observation sous le nom de poste Galiéni, car permettant de surveiller la plaine de la Somme (par temps clair, jusqu'à Roye), ainsi que Crapeaumesnil, Fresnières et Lassigny, après en avoir détruit le clocher, afin d'éviter qu'il ne serve de point de repère pour l'ennemi. L'édifice est dynamité par les armées allemandes en août 1918. Le château est également dégradé, ainsi que d'autres propriétés privées,.

Destructions de la Première Guerre mondiale
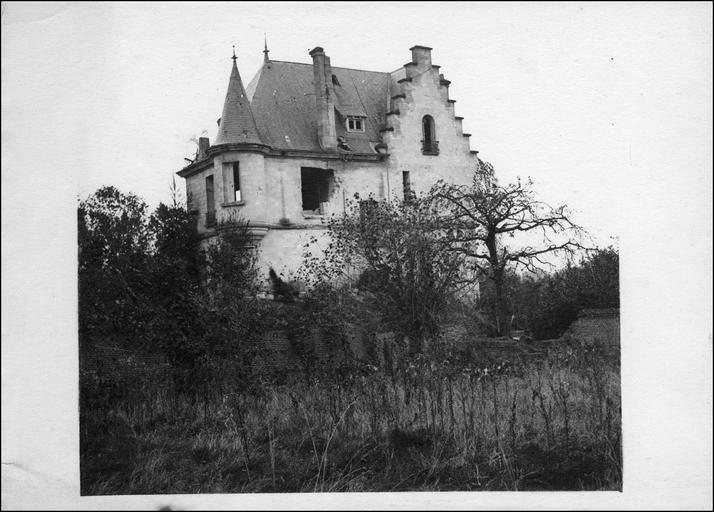
Le Château en 1916.
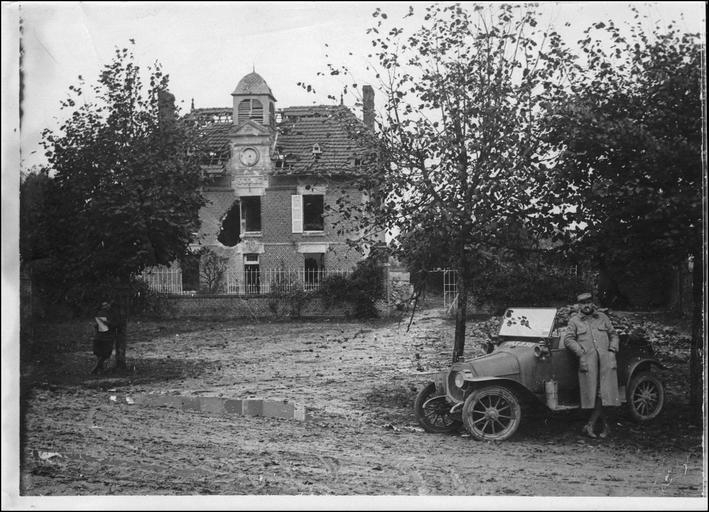
Les écoles.

Le village est considéré comme détruit à la fin de la guerre et a  été décoré de la Croix de guerre 1914-1918 le 15 février 1921, et est reconstruit par les habitants à partir de 1919, avec notamment une chapelle provisoire, qui existe toujours en 2017, non loin de la mairie.
Deuxième Guerre mondiale
Au début de la Seconde Guerre mondiale, lors de la bataille de France,  le village est bombardé par l'aviation allemande les 4 et 5 juin 1940.

## Politique et administration

### Rattachements administratifs et électoraux

#### Rattachements administratifs
La commune se trouve dans l'arrondissement de Compiègne du département de l'Oise.
Elle faisait partie depuis 1801 du canton de Lassigny. Dans le cadre du redécoupage cantonal de 2014 en France, cette circonscription administrative territoriale a disparu, et le canton n'est plus qu'une circonscription électorale.

#### Rattachements électoraux
Pour les élections départementales, la commune fait partie depuis 2014 du canton de Thourotte
Pour l'élection des députés, elle fait partie  depuis 1988 de la sixième circonscription de l'Oise.

### Intercommunalité
Gury fait partie de la communauté de communes du Pays des Sources, un établissement public de coopération intercommunale (EPCI) à fiscalité propre créé en 1997 et auquel la commune avait transféré un certain nombre de ses compétences, dans les conditions déterminées par le code général des collectivités territoriales.

### Liste des maires
| Période                                  | Période                   | Identité               | Étiquette | Qualité                           |
| ---------------------------------------- | ------------------------- | ---------------------- | --------- | --------------------------------- |
| Les données manquantes sont à compléter. |                           |                        |           |                                   |
| avant 1939                               | après 1945                | Pierre Pillot          |           | Cultivateur Réélu le 17 mai 1945. |
| Les données manquantes sont à compléter. |                           |                        |           |                                   |
| mars 2001                                | 2006                      | David Ares             |           |                                   |
| mars 2006                                | mai 2020                  | Jean-François Sengelin |           | Commerçant                        |
| mai 2020                                 | En cours (au 6 juin 2023) | Sandrine Pillot        |           |                                   |

## Équipements et services publics

### Enseignement
Depuis les années 1970, il n'y a plus d'école à Gruny. Les enfants de la commune sont depuis scolarisés avec ceux de Lassigny, Crapeaumesnil, Fresnières et de  Plessis-de-Roye dans le cadre d'un regroupement pédagogique concentré dont l'école est à Lassigny.

## Population et société

### Démographie

#### Évolution démographique
L'évolution du nombre d'habitants est connue à travers les recensements de la population effectués dans la commune depuis 1793. Pour les communes de moins de 10 000 habitants, une enquête de recensement portant sur toute la population est réalisée tous les cinq ans, les populations de référence des années intermédiaires étant quant à elles estimées par interpolation ou extrapolation. Pour la commune, le premier recensement exhaustif entrant dans le cadre du nouveau dispositif a été réalisé en 2005.

En 2022, la commune comptait 233 habitants, en évolution de −4,12 % par rapport à 2016 (Oise : +0,87 %, France hors Mayotte : +2,11 %).
| 1793 | 1800 | 1806 | 1821 | 1831 | 1836 | 1841 | 1846 | 1851 |
| ---- | ---- | ---- | ---- | ---- | ---- | ---- | ---- | ---- |
| 230  | 214  | 238  | 260  | 273  | 285  | 244  | 235  | 241  |

| 1856 | 1861 | 1866 | 1872 | 1876 | 1881 | 1886 | 1891 | 1896 |
| ---- | ---- | ---- | ---- | ---- | ---- | ---- | ---- | ---- |
| 228  | 221  | 216  | 208  | 202  | 195  | 210  | 229  | 206  |

| 1901 | 1906 | 1911 | 1921 | 1926 | 1931 | 1936 | 1946 | 1954 |
| ---- | ---- | ---- | ---- | ---- | ---- | ---- | ---- | ---- |
| 204  | 186  | 166  | 98   | 145  | 141  | 150  | 134  | 125  |

| 1962 | 1968 | 1975 | 1982 | 1990 | 1999 | 2005 | 2006 | 2010 |
| ---- | ---- | ---- | ---- | ---- | ---- | ---- | ---- | ---- |
| 131  | 134  | 131  | 135  | 137  | 172  | 191  | 190  | 214  |

| 2015 | 2020 | 2022 | - | - | - | - | - | - |
| ---- | ---- | ---- | - | - | - | - | - | - |
| 239  | 235  | 233  | - | - | - | - | - | - |

#### Pyramide des âges
La population de la commune est relativement jeune.
En 2018, le taux de personnes d'un âge inférieur à 30 ans s'élève à 34,5 %, soit en dessous de la moyenne départementale (37,3 %). À l'inverse, le taux de personnes d'âge supérieur à 60 ans est de 19,6 % la même année, alors qu'il est de 22,8 % au niveau départemental.
En 2018, la commune comptait 114 hommes pour 126 femmes, soit un taux de 52,5 % de femmes, légèrement supérieur au taux départemental (51,11 %).
Les pyramides des âges de la commune et du département s'établissent comme suit.
| Hommes | Classe d’âge | Femmes |
| ------ | ------------ | ------ |
| 0,9    | 90 ou +      | 2,4    |
| 5,4    | 75-89 ans    | 4,9    |
| 14,3   | 60-74 ans    | 11,4   |
| 28,6   | 45-59 ans    | 23,6   |
| 18,8   | 30-44 ans    | 21,1   |
| 8,9    | 15-29 ans    | 10,6   |
| 23,2   | 0-14 ans     | 26,0   |

| Hommes | Classe d’âge | Femmes |
| ------ | ------------ | ------ |
| 0,5    | 90 ou +      | 1,4    |
| 5,5    | 75-89 ans    | 7,6    |
| 15,6   | 60-74 ans    | 16,3   |
| 20,8   | 45-59 ans    | 20     |
| 19,4   | 30-44 ans    | 19,4   |
| 17,6   | 15-29 ans    | 16,2   |
| 20,6   | 0-14 ans     | 19,1   |

## Culture locale et patrimoine

### Lieux et monuments

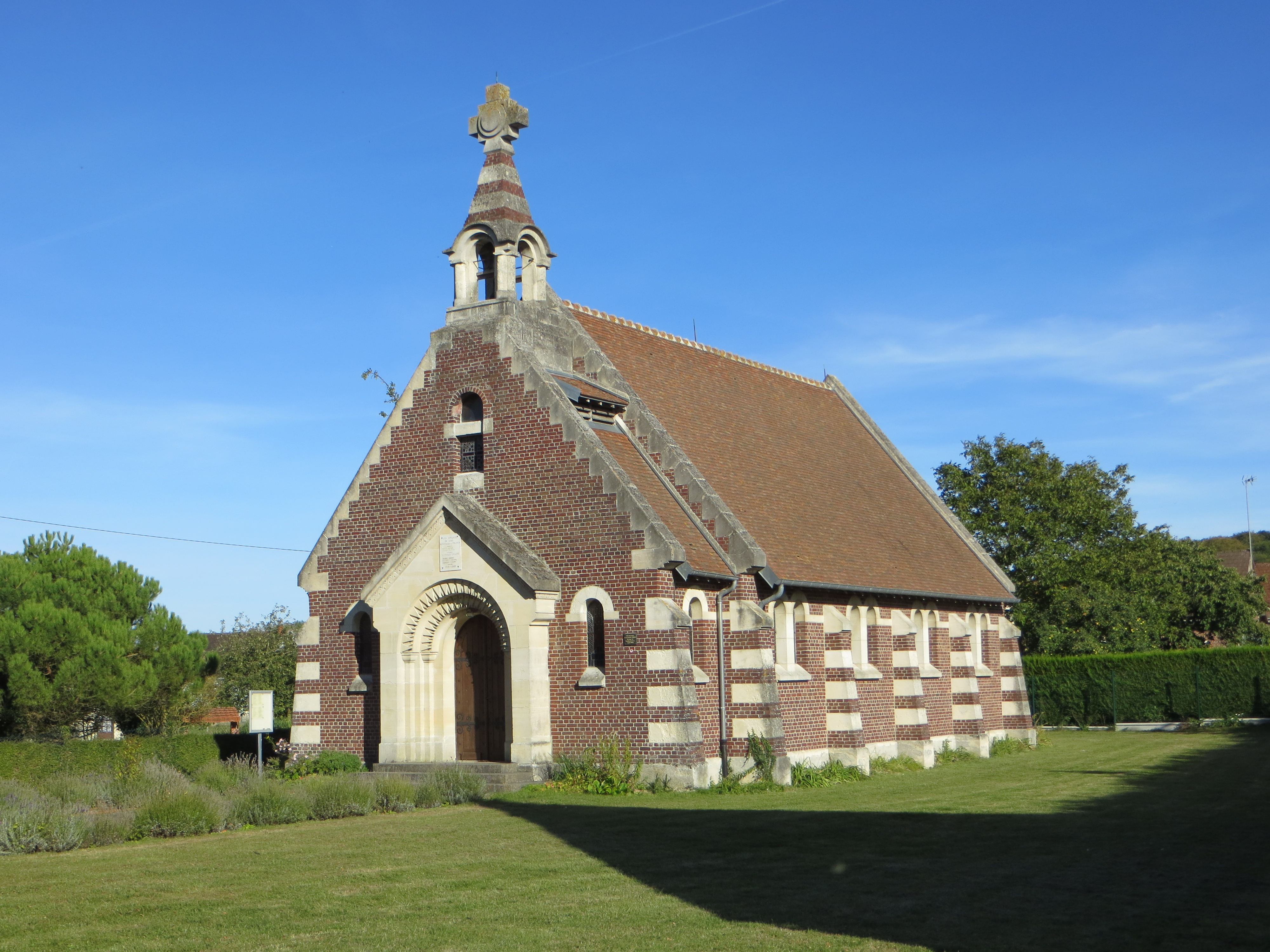
Église Saint-Denis

- Église Saint-Denis en brique et pierre, reconstruite après les destructions de la Première Guerre mondiale. Cette nouvelle église, implantée au centre du village à la suite de la décision du conseil municipal « de ne plus mettre l'église sur le promontoire du cimetière, avec l'espoir de mettre ainsi le village à l'abri lors d'une nouvelle guerre » et inaugurée le 28 septembre 1930[18].

Elle possède un clocheton surmonté d'une croix en pierre et est couverte en tuile.
- Mairie-école avec clocheton, touchée par les deux guerres mondiales[19].
- Parc du château[40]

### Personnalités liées à la commune
Jean-Louis Sourbieu (1903-1957), ouvrier agricole, français libre lors de la Seconde Guerre mondiale, sous-officier du Régiment de marche du Tchad, Compagnon de la Libération, est né à Gury.

## Pour approfondir